# Associazione Calcio Asti 1935-1936
Questa pagina raccoglie le informazioni riguardanti l'Associazione Calcio Asti nelle competizioni ufficiali della stagione 1935-1936.

## Rosa
| N. |                   | Ruolo | Calciatore        |
| -- | ----------------- | ----- | ----------------- |
|    | Italia (bandiera) | A     | Secondo Caretta   |
|    | Italia (bandiera) | C     | Giovanni Fassone  |
|    | Italia (bandiera) | A     | Romolo Fusario    |
|    | Italia (bandiera) | C     | Amilcare Giuliani |
|    | Italia (bandiera) | C     | Luigi Lavarino    |
|    | Italia (bandiera) | C     | Fedele Lombardi   |

| N. |                   | Ruolo | Calciatore         |
| -- | ----------------- | ----- | ------------------ |
|    | Italia (bandiera) | A     | Enrico Migliavacca |
|    | Italia (bandiera) | C     | Alessandro Picco   |
|    | Italia (bandiera) | C     | Alide Romano       |
|    | Italia (bandiera) | D     | Riccardo Vercesi   |
|    | Italia (bandiera) | D     | Giuseppe Volta     |